# Eduardo Camavinga
Eduardo Celmi Camavinga (* 10. November 2002 in Miconje, Cabinda, Angola) ist ein französisch-kongolesischer Fußballspieler. Der Sohn kongolesischer Eltern, der als Kleinkind nach Frankreich kam und mit 16 Jahren die französische Staatsangehörigkeit annahm, wurde bei Stade Rennes ausgebildet und machte dort seine ersten Schritte im Profifußball. Seit Ende August 2021 steht er bei Real Madrid unter Vertrag. Zudem ist er französischer Nationalspieler.

## Privates
Camavinga wurde als Sohn kongolesischer (Demokratische Republik Kongo) Eltern als drittes von sechs Kindern in einem Flüchtlingslager in der angolanischen Exklave Cabinda geboren, in das seine Eltern aus DR Kongo geflohen waren. Als er zwei Jahre alt war, kam die Familie in das französische Lille. Anschließend zog die Familie aus dem Norden in die Bretagne nach Fougères, als Camavinga sechs Jahre alt war. Er betrieb zunächst auch die Kampfsportart Judo, gab diese aber für den Fußball auf. Anfang November 2019 erhielt Camavinga die französische Staatsangehörigkeit per Einbürgerung.

## Karriere

### Vereine
Camavinga begann beim Amateurverein AGL Drapeau-Fougères mit dem Fußballspielen. Im Jahr 2013 wechselte er in die renommierte Jugendakademie von Stade Rennes, aus der bereits spätere Erstligaspieler, wie Yoann Gourcuff, Yann M’Vila, Yacine Brahimi, Moussa Sow und Ousmane Dembélé den Weg in den professionellen Fußball schafften. Am 14. Dezember 2018 unterzeichnete er im jungen Alter von 16 Jahren, einem Monat und vier Tagen als bisher jüngster Spieler einen professionellen Vertrag bei Rennes. Am 6. April 2019 (31. Spieltag) bestritt er sein Debüt in der Ligue 1, als er beim 3:3-Unentschieden gegen den SCO Angers in der Schlussphase für M’Baye Niang eingewechselt wurde. In der verbleibenden Spielzeit gab ihm der Trainer Julien Stéphan das Vertrauen und setzte ihn in sechs weiteren Partien ein, wovon er in vier bereits startete. Am Saisonende gewann er mit der Mannschaft den Pokal, wurde in diesem Wettbewerb jedoch nicht eingesetzt.
Zum Beginn der Spielzeit 2019/20 setzte sich Camavinga als Stammspieler durch. Beim 2:1-Heimsieg am 2. Spieltag gegen den amtierenden Meister Paris Saint-Germain erhielt der 16-jährige Mittelfeldspieler erstmals breite Medienaufmerksamkeit. In diesem Spiel bereitete er das zweite Tor seiner Mannschaft vor, womit er zum bis dahin jüngsten Spieler der Ligue 1 wurde, der ein Tor vorbereitete. Zudem wurde er zum besten Spieler des Spiels ausgezeichnet. Am 15. Dezember (18. Spieltag) erzielte er das entscheidende Tor zum 1:0-Auswärtssieg gegen Olympique Lyon. Er kam in dieser Spielzeit in 25 Ligaspielen zum Einsatz, in denen ihm ein Tor und zwei Vorlagen gelangen.
Ende August 2021 wechselte Camavinga am letzten Tag der Transferperiode in die spanische Primera División zu Real Madrid. Der 18-Jährige unterschrieb einen Vertrag mit einer Laufzeit bis zum 30. Juni 2027. In seiner ersten Saison bei den Königlichen unter Carlo Ancelotti kam Camavinga auf insgesamt 46 Einsätze wettbewerbsübergreifend und erzielte sein Debüttor im September 2021 bei einem 5:2-Heimsieg in La Liga gegen Celta Vigo. Am Ende der Saison konnte man die Champions League, die spanische Meisterschaft sowie den spanischen Supercup gewinnen. Meist als Rotationsspieler hinter Real Madrids langjährigem Mittelfeld aus Casemiro, Toni Kroos und Luka Modric avancierte Camavinga zu einem wertvollen Spieler, der insbesondere in seinen Einwechslungen in der Champions League entscheidenden Einfluss auf den Titelgewinn hatte.
Ab seiner zweiten Saison etablierte sich Camavinga als Stammspieler und kam in der Spielzeit 22/23 insgesamt auf 59 Einsätze wettbewerbsübergreifend. Hierbei agierte er neben seiner angestammten Position im zentralen (defensiven) Mittelfeld auch vermehrt auf der Position des Linksverteidigers. Real Madrid gewann am Ende der Saison den europäischen Supercup, die FIFA Klub-WM sowie die Copa del Rey, sodass Camavinga alle möglichen Vereinstitel bereits in seiner zweiten Saison gewinnen konnte. In der Saison 23/24 wiederholten die Madrilenen den Erfolg aus 2022 und gewannen das "Triple" aus Meisterschaft, Champions League und spanischen Supercup und verloren dabei insgesamt nur zwei Spiele. Aufgrund eines Außenbandanrisses im Knie zwischen November 2023 und Januar 2024 kam Camavinga mit insgesamt 47 Einsätze zu weniger Spielzeit als in der Vorsaison. Das Finale der Champions League gegen Borussia Dortmund bestritt er über die volle Distanz. Indes wurde im November 2023 sein Vertrag bei den Königlichen bis Sommer 2029 verlängert.

### Nationalmannschaft
Nachdem Camavinga Anfang November 2019 die französische Staatsbürgerschaft erhalten hatte, debütierte er kurz darauf in einem Qualifikationsspiel für die U21-Europameisterschaft 2021 gegen Georgien in der französischen U21-Nationalmannschaft, womit er im Alter von 17 Jahren und 5 Tagen hinter M’Baye Niang (16 Jahre, 8 Monate, 14 Tage) zum bis dahin zweitjüngsten französischen U21-Nationalspieler wurde.
Camavinga hätte auch für den Fußballverband der Republik Kongo und den angolanischen Fußballverband spielen können. Ende August 2020 wurde er von Didier Deschamps für Paul Pogba, der sich mit dem SARS-CoV-2-Coronavirus infiziert hatte, für die Nations-League-Spiele der A-Nationalmannschaft gegen Schweden und Kroatien nachnominiert. Am 8. September 2020 debütierte Camavinga im Alter von 17 Jahren, 9 Monaten und 29 Tagen für die Bleus, als er beim 4:2-Sieg gegen Kroatien im Laufe der zweiten Halbzeit eingewechselt wurde. Er wurde damit zum bis dahin jüngsten französischen Nationalspieler seit dem Zweiten Weltkrieg. In seinem zweiten Länderspieleinsatz einen Monat später beim 7:1-Testspielsieg gegen die Ukraine gelang ihm sein erstes Tor. Damit wurde er zum jüngsten Torschützen im Nationaltrikot seit Maurice Gastiger im Jahr 1914.
Im März 2021 nahm Camavinga mit der U21 an der U21-Europameisterschaft 2021 teil. Er kam in allen drei Gruppenspielen zum Einsatz. Ab Ende Mai 2021 wurde die Finalrunde ausgetragen. Beim Viertelfinal-Aus gegen die Niederlande kam er jedoch nicht zum Einsatz.
Bei der FIFA Fußball-Weltmeisterschaft 2022 absolvierte er das Vorrundenspiel gegen Tunesien und wurde im WM-Finale gegen Argentinien in der 72. Minute eingewechselt. 
Camavinga nahm an der Europameisterschaft 2024 teil. Hierbei kam er bei vier von sechs Spielen zum Einsatz und bestritt das Viertelfinale gegen Portugal von Anfang an. Die "Equipe Tricolore" schied gegen den späteren Europameister Spanien im Halbfinale nach einer 1:2-Niederlage aus.

## Titel und Auszeichnungen

### Vereine
International
- Champions-League-Sieger (2): 2022, 2024
- Klub-Weltmeister: 2022
- Interkontinental-Pokalsieger: 2024
- UEFA-Super-Cup-Sieger (2): 2022, 2024

Frankreich
- Pokalsieger: 2019

Spanien
- Meister (2): 2022, 2024
- Pokalsieger: 2023
- Supercupsieger (2): 2022, 2024

### Nationalmannschaft
- UEFA-Nations-League-Sieger: 2021

### Auszeichnungen
- Nominierung für die Kopa-Trophäe: 2022 (2. Platz), 2023
- Spieler des Monats der Ligue 1: August 2019